# 하남대로 (하남시)
하남대로(河南大路)는 경기도 하남시 상산곡동 은고개부터 풍산동 황산사거리까지 잇는 경기도의 도로이다. 전 구간 국도 제43호선으로 지정되어 있다. 하남을 대표하는 도로로서 하남대로라 이름이 붙었다. 하남 나들목에서 중부고속도로와 교차한다.

## 연혁
- 2009년 8월 24일 : 2개 이상 시·군에 걸쳐있는 도로로 하남대로를 고시[1]

## 주요 경유지
경기도
- 하남시 (상산곡동 · 하산곡동 · 천현동 · 신장동 · 덕풍동 · 풍산동)

## 노선
전 구간 국도 제43호선에 속하므로 이 노선에 대한 별도 표기는 생략한다.
| 이름                       | 접속 노선                             | 소재지          | 소재지          | 비고            |
| 회안대로와 직결            | 회안대로와 직결                       | 회안대로와 직결 | 회안대로와 직결 | 회안대로와 직결 |
| -------------------------- | ------------------------------------- | --------------- | --------------- | --------------- |
| 은고개                     |                                       | 하남시          | 천현동          |                 |
| 어진마을 교차로            | 하남대로105번길                       | 하남시          | 천현동          |                 |
| 섬말입구 교차로            | 산곡남로 하남대로166번길              | 하남시          | 천현동          |                 |
| 중간말 교차로              | 하남대로195번길 하남대로198번길       | 하남시          | 천현동          |                 |
| 동수교 교차로              | 산곡로                                | 하남시          | 천현동          |                 |
| 하남공영차고지입구 교차로  | 산곡북로 하남대로284번길              | 하남시          | 천현동          |                 |
| 산곡초교검단산입구 교차로  | 하남대로302번길                       | 하남시          | 천현동          |                 |
| 산곡 교차로                | 산곡동로                              | 하남시          | 천현동          |                 |
| 산곡교 새능교              |                                       | 하남시          | 천현동          |                 |
| 새능입구 교차로            | 산곡동로                              | 하남시          | 천현동          |                 |
| 하산곡삼거리               | 검단남로                              | 하남시          | 천현동          |                 |
| 천현교                     |                                       | 하남시          | 천현동          |                 |
| 천현동주민센터입구         | 검단산로                              | 하남시          | 천현동          |                 |
| 등기소입구 교차로          | 검단로 하남대로545번길                | 하남시          | 천현동          |                 |
| 하남 나들목 (하남IC사거리) | 35호선 중부고속도로 창우로            | 하남시          | 천현동          |                 |
| (마방집)                   | 샘재로                                | 하남시          | 천현동          |                 |
| (창우동 한식마을)          | 신장로                                | 하남시          | 천현동          |                 |
| 천현사거리                 | 천현로                                | 하남시          | 신장동          |                 |
| 덕풍1교                    |                                       | 하남시          | 신장동          |                 |
| 홈플러스 경기하남점        | 대청로 하남대로761번길                | 하남시          | 신장동          | 구 신장지하차도 |
| 신장초교사거리 하남시청역  | 신평로 하남대로802번길                | 하남시          | 신장동          |                 |
| 덕풍시장 교차로            | 봉양로 수리북로                       | 하남시          | 덕풍동          |                 |
| 덕풍파출소앞 교차로        | 덕풍북로 신장로                       | 하남시          | 덕풍동          |                 |
| 덕풍파출소앞 교차로        | 덕풍북로 신장로                       | 하남시          | 미사동          |                 |
| (이름 없음)                | 덕산로                                | 하남시          |                 |                 |
| 황산사거리                 | 국도 제43호선 (조정대로) 미사강변대로 | 하남시          |                 |                 |

## 주요 건물 및 시설
- 하남시평생학습관 (경기도 하남시 하남대로 732)
- 하남시신장도서관 (경기도 하남시 하남대로 740)
- 홈플러스 경기하남점 (경기도 하남시 하남대로 747)
- 한국국토정보공사 하남지사 (경기도 하남시 하남대로 788)
- 국민건강보험공단 하남지사 (경기도 하남시 하남대로 837)